# Тест пенетрације
Тест пенетрације, тест хрчка  или тест пенетрације јајета хрчка (ХЕПТ), је лабораторијски тест за предвиђање капацитета мушке сперме да оплоди женско јаје. У лабораторији се сперма спаја са припремљеним јајним ћелијама хрчака. Овим тестом се израчунава проценат јајних ћелија које су пенетриране или просечан број пенетрација сперматозоида по јајној ћелији које могу да прођу кроз неопходне физиолошке промене за оплодњу. Тиме се испитује на индиректан начин фертилизациона способност сперматозоида пацијента.

## Историја
Тест пенетрације сперме је први пут развијен 1970-их, када је 1976. године, Yanagimachi са сарадницими који су  приметили да су по уклањању пелуцидне зоне јајних ћелија хрчака, јаја била „промискуитетна“ и дозвољавала продирање сперматозоида других врста. На основу ових сазнања започето је са мерењем способности сперматозоида да се подвргну капацитацији, спајању са мембраном јајета и декондензирању главе сперме, што доводи до формирања мушког пронуклеуса. Иако су бројне студије показале да је овај тест користан предиктор оплодње код конвенционалне вантелесне оплодње (ИВФ), тест је био оптерећен лажно негативним резултатима и варијабилности теста.
Следило је побољшање овог теста од стране  Johnson-а и његових сарадника,  које се односило на промене услова за повећање стопе пенетрације сперматозоида за редове величине и осмишљавање контролне методе како би се осигурала прецизност и тачност анализе. Позитиван резултат на овом тесту био је веома предиктивни за позитиван исход у вантелесној оплодњи.
Следила је модификација овог теста коришћена у комбинацији са интрацитоплазматском убризгавањем сперме (ИЦСИ) у ооците хрчка, која је прецизније идентификовала пацијенте са мушким фактором који нису успели да се оплоде након ИВФ/ИЦСИ због дефекта у декондензацији  сперме.
Неоправдано, данас се тест ретко наручује упркос томе што пружа корисне информације и много је јефтинији од других тестова.

## Опште информације
Неплодност је тешко и стресно стање и за пацијенте и за лекаре. Неуспех у зачећу у року од 1 године јавља се код око 15% парова, а око 50% проблема везаних за зачеће у потпуности је узроковано мушким или комбинованим проблемом код мушкарца и његове партнерке. Мушка неплодност и даље је клинички изазов од све већег значаја. Рутинска анализа сперме остаје камен темељац у процени мушког фактора неплодности, међутим, дијагностичке могућности које су тренутно доступне за помоћ у формулисању дијагнозе брзо су еволуирале и укључују специјализоване функционалне тестове.
Чак и мушкарци са нормалним параметрима сперме можда неће бити плодни, што захтева развој тестова дизајнираних за мерење функција сперматозоида као што су пенетрација цервикалне слузи, капацитација, везивање сперме-зона пеллуцида, везивање сперме-јајних ћелија, пенетрација сперматозоида реакције акрозома и декондензација.

## Начин извођења теста
За извођење теста пенетрације користе се јајне ћелије женског хрчка, стара између 7 и 12 недеља. Она у тесту служе као замена за хумане женске јајне ћелије, које се теже и сложеније добијају.
Ејакулат се мастурбацијом сакупља у посуду са широким отвором, који обезбеђује лекар, и оставља се да се разблажи 30 минута на 37 °C. Квалитет сперме се процењује посматрањем слајдова неразређене сперме загрејане на 37 °C са увећањем од 400х под фазним контрастом.
Пре теста јајне ћелије хрчка се ослобођене од омотача (зона пеллуцида), који је главна препрека  за продор сперматозоида у јајну ћелију друге врсте. 
Потом се припремљена сперма  инкубира са 15 до 20 јајних ћелија хрчака. Ако сперма функционише исправно, она ће моћи да продре у јајне ћелије хрчка. Тест се прекида након три сата и сва јаја се фиксирају на стаклене плочице за анализу.
Мање од 50% пенетрираних јајних ћелија може значити да сперма има ограничен капацитет за оплодњу. Међутим, ако је пенетрација изнад 50%, сперма би требало да има способност оплодње. Ако је број пенетрације низак, лекар може препоручити убризгавање интрацитоплазматске сперме током третмана вантелесне оплодње.
Ако се у овом тесту нађе да је пенетрација сперматозоида мање од 10% јајних ћелија у питању је сперматозоидна дисфункција која је карактеристична за инфертилне мушкарце. 

## Индикације
Тест се користи за идентификацију оних парова који могу имати велику вероватноћу успеха за вантелесном оплодњом, а препоручује се:
- Пре примене скупих метода вештачке оплодње ради процене вероватноће успеха вештачке оплодње.
- Када се узрок инфертилности мушкарца не може објаснити.

## Недостаци
Тест пенетрације има недостатак што његови резултати не указују са сигурношћу на понашање сперматозоида у женским полним органима.